# Petite rivière du Loup (Saint-Antonin)
Pour les articles homonymes, voir Petite rivière du Loup.
La Petite rivière du Loup coule entièrement dans la municipalité de Saint-Antonin, dans la municipalité régionale de comté (MRC) de Rivière-du-Loup, dans la région administrative du Bas-Saint-Laurent, au Québec, au Canada.
La Petite rivière du Loup est un affluent de la rive est de la rivière du Loup laquelle coule vers le nord pour se déverser sur la rive sud du fleuve Saint-Laurent à la hauteur de Rivière-du-Loup, dans la municipalité régionale de comté (MRC) de Rivière-du-Loup.

## Géographie
La Petite rivière du Loup prend sa source de ruisseaux agricoles du sud du hameau Rivière-Verte, à 11,3 km au sud-est du littoral sud-est de l'estuaire du Saint-Laurent, à 1,4 km à l'ouest de la rivière Verte (L'Islet), à 9,7 km au sud du centre de la ville de Rivière-du-Loup et 2,5 km au nord-est du centre du village de Saint-Antonin.
À partir de sa source, la Petite rivière du Loup coule sur un total de 13,9 km, répartis selon les segments suivants :
- 0,4 km vers le sud-ouest, jusqu'à la route 185 ;
- 2,9 km vers le sud-ouest, en passant au sud-est de la montagne Le Cap, jusqu'au chemin du Couvent ;
- 3,9 km vers le sud-ouest, jusqu'au chemin du Lac ;
- 2,2 km vers le sud-ouest, en traversant une zone de marais, jusqu'à la confluence d'un ruisseau (venant du sud) ;
- 3,0 km vers le sud-ouest, en traversant une zone de marais, jusqu'à la confluence d'un ruisseau (venant de l'est) ;
- 1,5 m vers l'ouest, jusqu'à sa confluence.

Note : La partie inférieure de la Petite rivière du Loup coule plus ou moins en parallèle, du côté est de la rivière du Loup.
La Petite rivière du Loup se déverse sur la rive est de la rivière du Loup, dans Saint-Antonin. Cette confluence est située au nord-ouest du hameau Village-de-la-Blague et à 1,4 km en aval de la confluence de la Petite rivière Noire.

## Toponymie
Le toponyme « Petite rivière du Loup » a été officialisé le 7 avril 1983 à la Commission de toponymie du Québec.